# Fin Stevens
Finley John „Fin“ Stevens (* 10. April 2003 in Brighton, England) ist ein walisisch-englischer Fußballspieler, der als rechter Verteidiger für den FC St. Pauli und die walisische Nationalmannschaft spielt.

## Vereinskarriere

### Jugend
Stevens begann seine Karriere im Alter von sechs Jahren in der Arsenal Academy. Er stieg bis zur U16 auf, bevor er am Ende der Saison 2018/19 entlassen wurde und in die Jugendabteilung des Isthmian League Premier Division-Clubs Worthing eintrat. Stevens schaffte es schnell in die erste Mannschaft und kam in der abgebrochenen Saison 2019/20 auf 20 Einsätze, wobei er ein Tor erzielte. Er wurde als rechter Verteidiger ausgebildet und ermutigt, im zentralen Mittelfeld zu spielen. Stevens verließ Woodside Road im Juli 2020.

### FC Brentford und Leihen
Ende Juli 2020 wechselte Stevens mit einem Zweijahresvertrag mit Option auf ein weiteres Jahr zum B-Team von Brentford. Stevens wurde am Eröffnungstag der Saison 2020/21 in den Kader einer Reihe von Spielern im internationalen Einsatz berufen und blieb beim Sieg im Elfmeterschießen der ersten Runde des EFL Cup gegen Wycombe Wanderers ein ungenutzter Ersatzspieler. Drei Wochen später gab er sein Debüt für den Verein als Ersatz für Saïd Benrahma nach 79 Minuten eines 3:0-Sieges in der vierten Runde gegen den West-Londoner Rivalen Fulham. Stevens wurde zu einem festen Bestandteil der Trainingsgruppe der ersten Mannschaft und war in der regulären Saison 2020/21 28 Mal ein Ersatzspieler. Er absolvierte vier weitere Einsätze, bevor er am 11. Mai 2021 einen neuen Dreijahresvertrag mit einer Einjahresoption unterschrieb, bevor er einen neuen Dreijahresvertrag unterschrieb. Stevens gewann eine Aufstiegsmedaille, weil er beim Finalsieg über Swansea City  Ersatzspieler war. Und ohne Einsatz bei Brentfords vorherigen drei Playoff-Spielen 2021. In Anerkennung seiner Leistungen sowohl für die erste Mannschaft als auch für die B-Mannschaft in der Saison 2020/21 wurde Stevens mit der Auszeichnung „B-Mannschaftsspieler des Jahres“ ausgezeichnet.
Stevens trainierte in der Saisonvorbereitung 2021/22 mit der ersten Mannschaft und wurde in diesem Zeitraum in den Kader aller Spieltage berufen. Er war in der regulären Saison häufig in der ersten Mannschaft und saß auf der Ersatzbank. Nach zwei Pokalauftritten gab Stevens sein Premier-League-Debüt als Ersatz für Sergi Canós nach 76 Minuten einer 4:1-Niederlage gegen Southampton am 11. Januar 2022. Er beendete die Saison 2021/22 mit vier Einsätzen in der ersten Mannschaft. In der Nebensaison 2022 wurde Stevens‘ Fortschritt mit dem Aufstieg in den Kader der ersten Mannschaft und einem neuen Fünfjahresvertrag mit einer Einjahresoption gewürdigt.
Stevens begann die Saison 2022/23 hinter Neuzugang Aaron Hickey, Mads Roerslev und Ersatz Kristoffer Ajer in der Hackordnung des rechten Verteidigers. Nach nur einem einzigen Einsatz im EFL Cup im ersten Monat der Saison wechselte Stevens am letzten Tag des Sommertransferfensters auf Leihbasis zum Championship-Club Swansea City. Er kam nur fünfmal als Einwechselspieler zum Einsatz, bevor er am 1. Januar 2023 zurückberufen wurde. In der zweiten Hälfte der Saison 2022/23 bestritt Stevens vier Einsätze während der Premier League Cup-Gewinnsaison des B-Teams. Er saß regelmäßig auf der Ersatzbank der ersten Mannschaft, kam aber bis zum Ende der Saison nicht mehr zum Einsatz.
Am 29. Juni 2023 wechselte Stevens für die Saison 2023/24 auf Leihbasis zum League One-Club Oxford United. Stevens war überwiegend ein Mitglied der Startaufstellung und bestritt 43 Einsätze während einer Saison, die nach dem Sieg im Playoff-Finale der League One 2024 mit dem Aufstieg in die Championship gipfelte. Stevens erzielte mit dem ersten Tor beim 3:0-Sieg gegen Shrewsbury Town am 3. Oktober 2023 das erste Profitor seiner Karriere.
Stevens begann die Saisonvorbereitung 2024/25 mit der ersten Mannschaft von Brentford vor seinem Ausscheiden aus dem Verein im Juli 2024. Er bestritt während seiner vier Spielzeiten im Community Stadium zehn Spiele.

### FC St. Pauli
Zur Saison 2024/25 wechselte Stevens in die Bundesliga zum Aufsteiger FC St. Pauli.

## Nationalmannschaft
Aufgrund seines in Cardiff geborenen Großvaters wurde Stevens im Januar 2021 vom walisischen U21-Trainer Paul Bodin kontaktiert, um die Möglichkeit zu erörtern, für Wales zu spielen. Im März 2021 wurde Stevens in den U21-Kader von Wales für ein Trainingslager und ein Freundschaftsspiel gegen die U21-Nationalmannschaft der Republik Irland berufen. Er spielte die vollen 90 Minuten der 2:1-Niederlage. Vor dem ersten Spiel der U21-Mannschaft in der Saison 2022/23 wurde Stevens vom neuen Trainer Matt Jones zum Kapitän der Mannschaft ernannt.
Stevens wurde im Juni 2024 zum ersten Mal in die walisische A-Nationalmannschaft berufen, wo er zwei Freundschaftsspiele bestritt.